# Márkó Filipovity
Márkó Filipovity (Kaposvár, 30 luglio 1996) è un cestista ungherese.

## Palmarès
- Campionato ungherese: 1

2016-17
- Coppa d'Ungheria: 1

2017